# Florian Dörfler (Elektroingenieur)

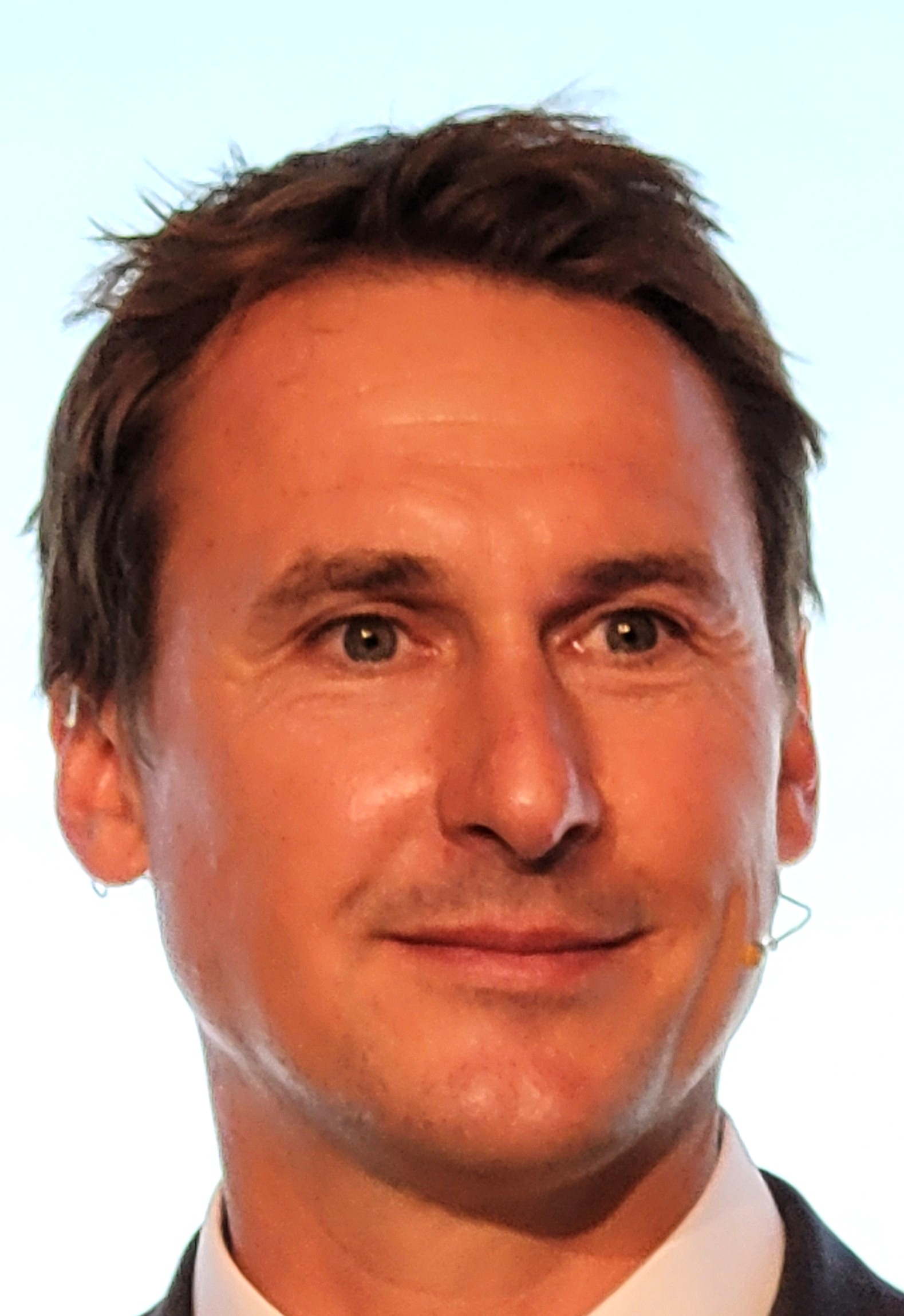
Florian Dörfler (2025)

Florian Dörfler (* 1982) ist ein deutscher Elektroingenieur und Hochschullehrer. Er ist Entwickler von Regelungen für elektrische Stromübertragungsnetze und ordentlicher Professor für komplexe Regelsysteme an der ETH Zürich.

## Leben
Dörfler wuchs in Oberbayern auf. Sein Studium der Kybernetik absolvierte er an der Universität Stuttgart von 2003 bis 2008, wo er mit der Arbeit Geometric Analysis of the Formation Problem for Autonomous Robots Diplomingenieur wurde. Es folgte ab 2009 ein Studium des Maschinenbaus an der University of California, Santa Barbara. Seine Doktorarbeit mit dem Titel Dynamics and Control in Power Grids and Complex Oscillator Networks schloss er 2013 mit dem Ph.D.-Doktortitel ab. Es folgten zwei weitere Tätigkeiten in Kalifornien, zuerst als Visiting Professor am California Institute of Technology (CalTech) und anschliessend als Assistenzprofessor an der University of California, Los Angeles bis 2014. Daraufhin zog Dörfler in die Schweiz, um Assistenzprofessor im Automationslaboratorium der ETH Zürich zu werden. Dort wurde er 2019 zum ausserordentlichen Professor im Departement Informationstechnologie und Elektrotechnik ernannt. Im Mai 2024 erfolgte die Beförderung zum ordentlichen Professor der ETH Zürich. Die Arbeiten von ihm und seinem Team finden Beachtung. Dörfler nahm Stellung zu aktuellen Themen der Energieversorgung.

## Auszeichnungen
- 2025 Rössler-Preis
- 2020 EUCA: European Control Award
- 2020 IFAC: Manfred-Thoma-Medaille
- 2015 UC Santa Barbara Mechanical Engineering Department: Best PhD Award[7]

## Weitere Tätigkeiten
- ab 2020: Visiting Professor, Königliche Technische Hochschule Stockholm
- 2011 bis 2013: Visiting Researcher, Los Alamos National Laboratory